# Rijstdrank

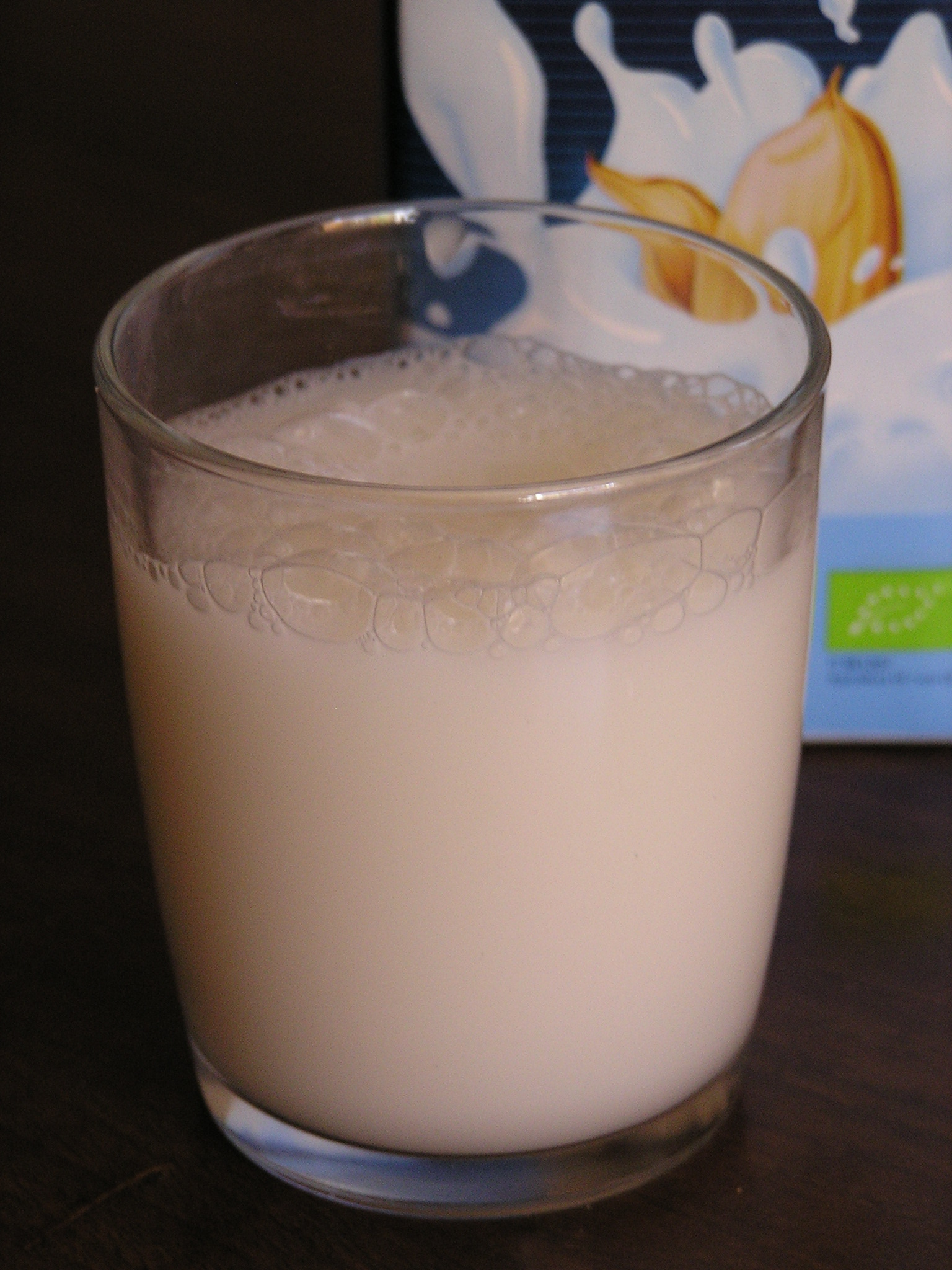
Rijstdrank

Rijstdrank of rijstmelk bestaat uit de oplosbare rijstdelen die overblijven na het koken, malen en filtreren van gepelde rijst.
De rijst wordt eerst volledig tot pap gekookt en eventueel gepureerd. Daarna wordt de gekookte massa in een fijne zeef gescheiden in een nat deel, de 'melk' en een te drogen deel, rijstemeel. Rijstdrank is van nature lactosevrij en dus geschikt voor mensen met een lactose-intolerantie.

## Regelgeving
Op grond van Europese regelgeving en in Nederland volgens het Warenwetbesluit Zuivel, mag rijstdrank in de Europese Unie niet worden verkocht onder de naam rijstmelk, omdat de aanduiding melk is beschermd. Dit geldt ook voor andere melkvervangers zoals sojadrank. Producten in de supermarkt worden vaak aangeduid als rijstdrink. Zuivelbenamingen mogen niet op plantaardige producten staan.
Met ingang van 1 januari 2024 is in Nederland de verbruiksbelasting op rijstdrank verhoogd met ongeveer 17 cent naar 26 cent per liter.